# ゴードン・S・ウッド
ゴードン・S・ウッド（ゴードン・スチュアート・ウッド、Gordon Stewart Wood、1933年11月27日 - ）は、ブラウン大学名誉教授。アメリカ独立革命期についての研究・著作で知られる。
1933年アメリカマサチューセッツ州コンコードで生まれる。タフツ大学で学んだ。1955年タフツ大学を優等で卒業後、空軍将校として一時日本に駐留。帰国後、ハーバード大学大学院に進学し、バーナード・ベイリンのもとで歴史学の博士号を取得。ハーバード大学、ウィリアム・アンド・メアリー大学などで教鞭を執った後、1969年以降、ブラウン大学歴史学部アルバ・O・ウェイ講座教授。2008年に教授職を引退し、現在はブラウン大学名誉教授。1969年に刊行した The Creation of the American Republic, 1776-1787 でバンクロフト賞を受賞。1992年には　The Radicalism of the American Revolution　を刊行、翌年にピューリッツァー賞（歴史部門）を受賞。現代アメリカを代表する歴史家の一人。
1993年ピューリッツァー賞受賞。1970年バンクロフト賞受賞。2010年ナショナル・ヒューマニティ・メダル受賞。

## 主要著書
- The Creation of the American Republic, 1776-1787, University of North Carolina Press (Chapel Hill, NC), 1969.
- Revolution and the Political Integration of the Enslaved and Disenfranchised, American Enterprise Institute for Public Policy Research (Washington, DC), 1974.
- The Making of the Constitution, Baylor University Press (Waco, TX), 1987.
- The Radicalism of the American Revolution, Alfred A. Knopf (New York, NY), 1992.
- Monarchism and Republicanism in the Early United States, La Trobe University (Melbourne, Victoria, Australia), 2000.
- The American Revolution: A History, Modern Library (New York, NY), 2001.
  - 中野勝郎 訳『アメリカ独立革命』 岩波書店、2016年
- The Americanization of Benjamin Franklin, Penguin Press (New York, NY), 2004.
  - 池田年穂・金井光太朗・肥後本芳男 訳『ベンジャミン・フランクリン、アメリカ人になる』 慶應義塾大学出版会、2010年
- Revolutionary Characters: What Made the Founders Different, Penguin Press (New York, NY), 2006.
- The Purpose of the Past: Reflections on the Uses of History, Penguin Press (New York, NY), 2008.
- Empire of Liberty: A History of the Early Republic, 1789–1815, Oxford University Press (New York, NY), 2010.
- The Idea of America. Reflections on the Birth of the United States. Penguin Press, New York City, 2011.